# Yendi Phillips
Yendi Phillips (Kingston, 8 de septiembre de 1985) es una modelo jamaicana, ganadora del certamen de belleza Miss Jamaica Mundo 2007, así como Miss Jamaica Universo 2010. 
Ella da crédito a su madre, que murió cuando ella era más joven por su confianza y de unidad y dedicó su triunfo a ella. Representó a Jamaica en el concurso Miss Mundo 2007, celebrado en Sanya, China y en Miss Universo 2010 llevado a cabo en el Mandalay Bay Resort y Casino, Las Vegas, Nevada, Estados Unidos el 23 de agosto de 2010, donde terminó como la primera finalista, por detrás de la ganadora Ximena Navarrete de México.